# Itaobim
Itaobim là một đô thị thuộc bang Minas Gerais, Brasil. Đô thị này có diện tích 679,889 km², dân số năm 2007 là 20986 người, mật độ 30,87 người/km².